# Tenogo
Tenogo is een bestuurslaag in het regentschap Pekalongan van de provincie Midden-Java, Indonesië. Tenogo telt 1757 inwoners (volkstelling 2010).